# Akira Tana
Akira Tana (* 14. März 1952 in San José, Kalifornien) ist ein US-amerikanischer Jazzmusiker (Schlagzeug, Perkussion, Keyboards, Bandleader).

## Leben und Wirken
Tana wuchs in Palo Alto auf; seine Mutter spielte Koto. Von 1970 bis 1974 absolvierte er ein Studium der Orientalistik an der Harvard University, um dann bis 1979 Perkussion am New England Conservatory (bei Vic Firth und Fred Buda) zu studieren, nachdem er schon 1973 bei Alan Dawson privaten Schlagzeugunterricht hatte. 1977 trat er unter anderem mit George Russell und dem Paul Winter Consort auf, dann mit Sonny Rollins, Sonny Stitt und Helen Humes (1977/78). Zwischen 1977 und 1987 gehörte er verschiedenen Bands von Art Farmer an (zuletzt auch dessen wiederbelebten Jazztett mit Benny Golson, an dessen Album Mirage er mitwirkte). Dann zog er nach New York City, wo er seitdem als Sessionmusiker aktiv war. Tana spielte Ende der 1970er und Anfang der 1980er Jahre u. a. mit Milt Jackson, Percy Heath, Sylvia Sims, Al Cohn/Hank Jones sowie mit Zoot Sims/Jimmy Rowles (Suddenly It's Spring) und mit Claudio Roditi (1988 bis 1990).
Ab 1991 leitete er mit dem Bassisten Rufus Reid, mit dem er auch im Trio von Tete Montoliu spielte, die Band TanaReid. Dieser erfolgreichen Band gehörten zeitweise Saxophonisten wie Craig Bailey, Jesse Davis, Ralph Moore oder Mark Turner, der Trompeter Tom Harrell und Pianisten wie Rob Schneiderman oder John Stetch an; sie begleitete auch die Sängerinnen Carol Sloane und Helen Merrill. Mit TanaReid und mit dem Gitarrenprojekt Project G7 nahmen Reid und er ab 1990 eine Reihe von Alben für die Label Concord Jazz, Evidence und Paddlewheel auf. Mit Reid und den Pianisten Ted Lo bzw. Kei Akagi bildete er in den 1990er Jahren auch das Asian American Trio, das auf der Basis japanischer und chinesischer Melodien improvisierte. In den 1990er Jahren arbeitete Tana in den Bands von Fred Hersch (Last Night When We Were Young) und J. J. Johnson (Vivian). 2000 spielte er mit Reid im Quartett mit Kenny Burrell und Onaje Allan Gumbs (Lucky So and So). Mit dem Organisten Dr. Lonnie Smith und Gitarrist Rodney Jones nahm er 2002 ein Album mit Filmmusik-Themen wie Mission Impossible, aus TV-Serien der 50er/60er Jahre und aus Alfred-Hitchcock-Filmen auf (Secret Agent Men).
Tana unterrichtete an mehreren Universitäten wie der New York University, dem Queens College und in Berklee und gab Jazz Clinics, unter anderem im Auftrag des State Departments in Südamerika zusammen mit The Heath Brothers. Nach 20 Jahren in New York zog er 1999 nach Belmont (Kalifornien), wo er weiter mit eigenen Bands arbeitet und unterrichtet, u. a. an der San Francisco State University.
Tana arbeitete außerdem mit Jim Hall, von Manhattan Transfer, Sarah Manning, Art Hirahara, Satoshi Inoue, Warne Marsh, Rob Schneiderman, Van Dyke Parks (Tokyo Rose, 1989), Sumi Tonooka, Jack Wilkins, Joe Thomas sowie Charles Aznavour (1984/85) und Ed Reed, zu hören auf I’m a Shy Guy: A Tribute to the King Cole Trio & Their Music (2013).

## Diskographische Hinweise
- TanaReid: Yours and Mine, 1991
- TanaReid: Passing Thoughts (Concord, 1992)
- TanaReid: Blue Motion (Paddlewheel, 1993)
- TanaReid: Rumour 1993
- Project G7: A Tribute to Wes Montgomery (Evidence, mit Kenny Burrell, Gene Bertoncini, Kevin Eubanks, Ted Dunbar, Jack Wilkins, Rodney Jones, William Ash und Rufus Reid)
- Asian American Trio: Moon Over the World (Paddlewheel, 1993)
- TanaReid: Looking Forward (Evidence, 1994)
- Secret Agent Men (Sons of Sound, 2002)
- Asian American Trio: Sound Circle 1992

## Lexigraphische Einträge
- Martin Kunzler: Jazz-Lexikon. Band 2: M–Z (= rororo-Sachbuch. Bd. 16513). 2. Auflage. Rowohlt, Reinbek bei Hamburg 2004, ISBN 3-499-16513-9.
- Leonard Feather, Ira Gitler: The Biographical Encyclopedia of Jazz. Oxford University Press, New York 1999, ISBN 0-19-532000-X.